# Infimum und Supremum

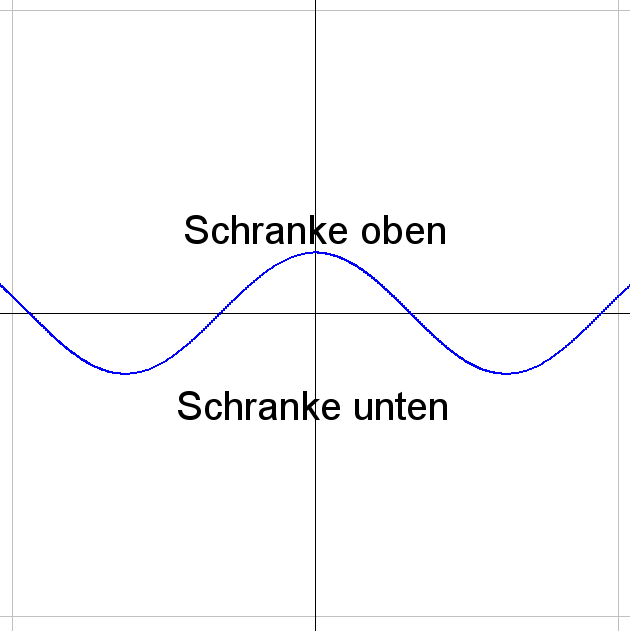
Die Bildmenge der abgebildeten Funktion ist beschränkt, damit ist auch die Funktion beschränkt.

In der Mathematik treten die Begriffe Supremum und Infimum sowie kleinste obere Schranke bzw. größte untere Schranke bei der Untersuchung halbgeordneter Mengen auf. Anschaulich ist das Supremum eine obere Schranke, die kleiner als alle anderen oberen Schranken ist. Entsprechend ist das Infimum eine untere Schranke, die größer als alle anderen unteren Schranken ist. Wenn ein Supremum oder Infimum existiert, ist es eindeutig bestimmt. Das Konzept wird in unterschiedlichen Abwandlungen in fast allen mathematischen Teilgebieten verwendet.

## Definitionen

### Suprema (und Infima) von Mengen

#### Anschauung

Das Supremum ist die kleinste obere Schranke einer Menge

Das Supremum (auf Deutsch „Oberstes“) einer Menge ist verwandt mit dem Maximum einer Menge und ist – anschaulich gesprochen – ein Element, welches „über“ allen oder „jenseits“ (oberhalb) aller anderen Elemente liegt. Der Ausdruck „über den anderen“ soll andeuten, dass das Supremum nicht das größte Element „unter den anderen“ sein muss, sondern durchaus auch außerhalb („jenseits“) der Menge liegen kann. Und weil es mehrere Elemente geben kann, die dieser Anschauung entsprechen, wird aus Eindeutigkeitsgründen das kleinste Element gewählt, welches diese Eigenschaft hat; sozusagen das Element, das am „nächsten“ oder „unmittelbar“ über allen anderen liegt – das Supremum bezeichnet also ein „unmittelbar Darüberliegendes“. Elemente, die zwar über allen Elementen einer Menge liegen, aber nicht zwingend in unmittelbarer Weise, heißen obere Schranken. Damit ergibt sich dann die Definition des Supremums als kleinste obere Schranke einer Menge.
Das Infimum (deutsch „untere Grenze“) einer Menge ist analog definiert, als „unmittelbar Darunterliegendes“ bzw. größte untere Schranke.

#### Im Reellen
Diese Anschauung lässt sich leicht auf Mengen von reellen Zahlen (als Untermengen der reellen Zahlen) übertragen: Sei
{\displaystyle X:=\{x\in \mathbb {R} :x<2\}\subseteq \mathbb {R} }
die Menge der reellen Zahlen kleiner als 2. Dann ist 2 das Supremum von {\displaystyle X} (in {\displaystyle \mathbb {R} }). Denn 2 ist eine obere Schranke von {\displaystyle X}, da sie größer oder gleich (tatsächlich sogar echt größer) als jedes Element von {\displaystyle X} ist – also „darüberliegt“. Aber im Gegensatz etwa zu der Zahl 4, die auch eine obere Schranke ist, gibt es keine Zahl kleiner als 2, die auch obere Schranke von {\displaystyle X} ist. Daher ist 2 kleinste obere Schranke von {\displaystyle X}, mithin Supremum.
Durch eine kleine Abänderung wird sodann die Verwandtschaft von Supremum und Maximum deutlich. Das Maximum ist nämlich das größte Element „unter allen Elementen“ einer Menge:
Offenbar hat {\displaystyle X} kein Maximum, da es zu jeder reellen Zahl {\displaystyle a<2} wieder eine reelle Zahl {\displaystyle b<2} gibt, die größer als {\displaystyle a} ist, z. B. mit der Wahl {\displaystyle b={\tfrac {a+2}{2}}}. Die Zahl 2 ist als Supremum zwar größer als alle Elemente von {\displaystyle X}, liegt aber nicht in {\displaystyle X}, da sie nicht echt kleiner als sie selbst ist. Betrachten wir nun die Menge
{\displaystyle X':=\{x\in \mathbb {R} :x\leq 2\}\subseteq \mathbb {R} },
so ist 2 Maximum von {\displaystyle X^{\prime }}, da sie kleiner-gleich als sie selbst ist und es auch keine größere Zahl als 2 gibt, die kleiner-gleich 2 ist. Gleichfalls ist 2 aber auch Supremum von {\displaystyle X^{\prime }} wie schon von {\displaystyle X}, da dieselben Bedingungen wie dort erfüllt sind.
Tatsächlich ist jedes Maximum immer auch Supremum. Daher ist es auch üblich, den Begriff Maximum gar nicht elementar zu definieren, sondern ihn als Sonderfall des Supremums zu benennen, wenn dieses selbst Element der Menge ist, deren Supremum es darstellt. – Analog gilt das für das Minimum.

#### Im Allgemeinen
Obere und untere Schranken sowie Suprema und Infima können jedoch nicht nur auf den reellen Zahlen, sondern allgemein auf halbgeordneten Mengen betrachtet werden. Die formalen Definitionen lauten wie folgt:
Ist {\displaystyle M} eine halbgeordnete Menge mit Halbordnung {\displaystyle \leq } und {\displaystyle T} eine Teilmenge von {\displaystyle M} so gilt:
Obere Schranke
Ein Element {\displaystyle b\in M} heißt obere Schranke von {\displaystyle T}, wenn {\displaystyle x\leq b} für alle {\displaystyle x\in T} gilt.
Untere Schranke
Analog heißt {\displaystyle b} untere Schranke von {\displaystyle T}, wenn {\displaystyle b\leq x} für alle {\displaystyle x\in T} gilt.
nach oben bzw. unten beschränkte Menge
Existiert eine obere (untere) Schranke von {\displaystyle T}, so heißt {\displaystyle T} nach oben (unten) beschränkt.
nach oben bzw. unten unbeschränkte Menge
Ist {\displaystyle T} nicht nach oben (unten) beschränkt, so heißt {\displaystyle T} nach oben (unten) unbeschränkt.
beschränkte Menge
{\displaystyle T} heißt beschränkt, falls {\displaystyle T} nach oben und unten beschränkt ist, andernfalls unbeschränkt oder nicht-beschränkt. Das heißt: {\displaystyle T} ist unbeschränkt (oder nicht-beschränkt), wenn {\displaystyle T} entweder nach oben oder nach unten oder nach oben und unten unbeschränkt ist. Soll ausgedrückt werden, dass eine Menge sowohl nach oben als auch nach unten unbeschränkt ist, so muss die Menge ausdrücklich als nach oben und unten unbeschränkt beschrieben werden.
Supremum
Ein Element {\displaystyle b\in M} heißt Supremum von {\displaystyle T}, wenn {\displaystyle b} eine kleinste obere Schranke von {\displaystyle T} ist.
Infimum
Es heißt Infimum von {\displaystyle T}, wenn es eine größte untere Schranke von {\displaystyle T} ist.
Ist {\displaystyle M} die Menge der reellen Zahlen, so gilt:
- Ist {\displaystyle T} nach oben beschränkt und nicht leer, dann besitzt {\displaystyle T} eine kleinste obere Schranke (Beweisidee unten) und man nennt sie obere Grenze oder Supremum von {\displaystyle T} – in Zeichen {\displaystyle \sup(T)}.
- Ist {\displaystyle T} nach unten beschränkt und nicht leer, dann besitzt {\displaystyle T} eine größte untere Schranke (Beweis analog) und man nennt sie untere Grenze oder Infimum von {\displaystyle T} – in Zeichen {\displaystyle \inf(T)}.
- Falls {\displaystyle T} nach oben beschränkt und das Supremum von {\displaystyle T} in {\displaystyle T} enthalten ist, bezeichnet man das Supremum auch als Maximum von {\displaystyle T}, in Zeichen {\displaystyle \max(T)}.
- Falls {\displaystyle T} nach unten beschränkt und das Infimum von {\displaystyle T} in {\displaystyle T} enthalten ist, bezeichnet man das Infimum auch als Minimum von {\displaystyle T}, in Zeichen {\displaystyle \min(T)}.
- Ist {\displaystyle T} nach oben unbeschränkt, schreibt man: {\displaystyle \sup T=+\infty } (siehe Unendlichkeit).
 Das Symbol +∞ ist dabei aber keine reelle Zahl und auch nicht das Supremum von {\displaystyle T} im hier definierten Sinne: {\displaystyle \infty } als Supremumswert ist gerade die formale Schreibweise dafür, dass kein Supremum vorhanden ist, siehe auch bei erweiterte reelle Zahlen. Gelegentlich wird in diesem Zusammenhang {\displaystyle +\infty } auch als „uneigentliches Supremum“ bezeichnet.
- Ist {\displaystyle T} nach unten unbeschränkt, schreibt man analog: {\displaystyle \inf T=-\infty }.

### Suprema (und Infima) von Abbildungen

#### Abbildungen allgemein
Der Begriff des Supremums auf Mengen wird sinngemäß auch auf Abbildungen (Funktionen) angewendet. Denn das Bild einer Abbildung ist ja immer auch eine Menge. Nämlich für eine Abbildung
{\displaystyle f\colon X\rightarrow Y}
die Menge
{\displaystyle f(X):=\{f(x):x\in X\}=\{y\in Y:y=f(x){\text{ für ein }}x\in X\}}
der sogenannten Elementbilder, d. h. der Bilder der einzelnen Elemente von {\displaystyle X} unter der Abbildung {\displaystyle f}.
{\displaystyle f(X)} wird auch Bild der Funktion {\displaystyle f} genannt.
Ist {\displaystyle Y} eine halbgeordnete Menge, so definiert man das Supremum von {\displaystyle f} auf {\displaystyle X} – sofern es in {\displaystyle Y} existiert – durch
{\displaystyle \sup f:=\sup _{x\in X}f(x):=\sup f(X)=\sup\{f(x):x\in X\}}.
Das Supremum einer Funktion {\displaystyle f} ist also definiert als das Supremum der Bildmenge von {\displaystyle f}. Analog wird das Infimum von {\displaystyle f} auf {\displaystyle X} definiert.
Die definierende Eigenschaft des Supremums kann als monotone Galoisverbindung {\displaystyle \sup \dashv \Delta } zwischen {\displaystyle \sup \colon Y^{X}\to Y} und {\displaystyle \Delta \colon Y\to Y^{X}} formuliert werden: für alle {\displaystyle y\in Y} und {\displaystyle f\in Y^{X}} gilt
{\displaystyle \sup f\leq _{Y}y\Longleftrightarrow f\leq _{Y^{X}}\Delta (y)}.
Hierbei ist {\displaystyle Y^{X}} mit der punktweisen Ordnung ausgestattet und {\displaystyle \Delta (y)(x):=y}.
Analog gilt {\displaystyle \Delta \dashv \inf }.

#### Folgen als Abbildungen
Fasst man eine Folge {\displaystyle a_{1},a_{2},a_{3},\dotsc } von Elementen aus {\displaystyle Y} als Abbildung
{\displaystyle f\colon \mathbb {N} \rightarrow Y}
auf – also gemäß
{\displaystyle a_{1}:=f(1),\ a_{2}:=f(2),\ a_{3}:=f(3),\ \dotsc }
– so ergibt sich aus der Definition des Supremums (Infimums) von Abbildungen sofort die Definition des Supremums (Infimums) einer Folge {\displaystyle (a_{n})} – sofern es in {\displaystyle Y} existiert.

## Eigenschaften

### Eindeutigkeit und Existenz
Ist {\displaystyle b} eine obere Schranke von {\displaystyle T} und {\displaystyle c>b}, so ist auch {\displaystyle c} eine obere Schranke von {\displaystyle T}. Ist umgekehrt {\displaystyle c} keine obere Schranke von {\displaystyle T} und {\displaystyle b<c}, so ist auch {\displaystyle b} keine obere Schranke von {\displaystyle T}. Analoges gilt für untere Schranken.
Das Supremum von {\displaystyle T} ist (im Falle seiner Existenz) eindeutig bestimmt. Dasselbe gilt für das Infimum von {\displaystyle T}.
Es ist möglich, dass eine Teilmenge {\displaystyle T} einer halbgeordneten Menge {\displaystyle M} mehrere minimale obere Schranken hat, d. h. obere Schranken, so dass jedes kleinere Element keine obere Schranke ist. Sobald {\displaystyle T} jedoch mehr als eine minimale obere Schranke hat, gibt es keine kleinste obere Schranke, d. h. kein Supremum, von {\displaystyle T}. Ein Beispiel ist die Menge {\displaystyle M=\{a,\ b,\ c,\ d\}} mit der Halbordnung {\displaystyle \{a<c,\ b<c,\ a<d,\ b<d\}}. Hier hat {\displaystyle T=\{a,\ b\}} die beiden minimalen oberen Schranken {\displaystyle c} und {\displaystyle d}.

### Eigenschaften in Bezug auf eine Epsilon-Umgebung
Sei {\displaystyle X} eine nichtleere Teilmenge der reellen Zahlen, dann gilt außerdem für das
- Supremum von {\displaystyle X}:

1. Wenn {\displaystyle \sup X<+\infty }, so existiert für alle {\displaystyle \epsilon >0} ein {\displaystyle x\in X}, so dass {\displaystyle (\sup X)-\epsilon <x} ist.
2. Wenn {\displaystyle \sup X=+\infty }, so existiert für alle {\displaystyle k>0} ein {\displaystyle x\in X}, so dass {\displaystyle k<x}.

- Infimum von {\displaystyle X}:

1. Wenn {\displaystyle \inf X>-\infty }, so existiert für alle {\displaystyle \epsilon >0} ein {\displaystyle x\in X}, so dass {\displaystyle x<(\inf X)+\epsilon } ist.
2. Wenn {\displaystyle \inf X=-\infty }, so existiert für alle {\displaystyle k>0} ein {\displaystyle x\in X}, so dass {\displaystyle x<-k}.

### Erstellung konvergenter Folgen
- Sei {\displaystyle X} eine nichtleere Teilmenge der reellen Zahlen mit einem Supremum {\displaystyle \sup X<+\infty }. Dann lässt sich aus geeignet gewählten Elementen von {\displaystyle X} eine Folge {\displaystyle (x_{n})} erstellen, die gegen {\displaystyle \sup X} konvergiert.

Beweis: {\displaystyle (\epsilon _{n}>0)} sei eine Nullfolge, {\displaystyle (b_{n}=\sup X)} ist eine konstante Folge. Mit den Rechenregeln für Grenzwerte konvergiert die Folge {\displaystyle (a_{n}=(\sup X)-\epsilon _{n})} „von unten“ gegen {\displaystyle \sup X}. Wegen der im vorhergehenden Abschnitt genannten „Eigenschaft des Supremums in Bezug auf eine Epsilon-Umgebung“ existieren die Glieder {\displaystyle x_{n}} einer Folge {\displaystyle (x_{n}),} die mit {\displaystyle a_{n}=(\sup X)-\epsilon _{n}<x_{n}\leq \sup X=b_{n}} zwischen {\displaystyle (a_{n})} und {\displaystyle (b_{n})} eingeschlossen ist. Also konvergiert {\displaystyle (x_{n})} wie die einschließenden Folgen gegen {\displaystyle \sup X}.
- Sei {\displaystyle X} eine nichtleere Teilmenge der reellen Zahlen mit einem Infimum {\displaystyle \inf X>-\infty }. Dann lässt sich aus geeignet gewählten Elementen von {\displaystyle X} eine Folge {\displaystyle (x_{n})} erstellen, die gegen {\displaystyle \inf X} konvergiert.

Beweis: {\displaystyle (a_{n}=\inf X)} ist eine konstante Folge, {\displaystyle (\epsilon _{n}>0)} sei eine Nullfolge. Mit den Rechenregeln für Grenzwerte konvergiert die Folge {\displaystyle (b_{n}=(\inf X)+\epsilon _{n})} „von oben“ gegen {\displaystyle \inf X}. Wegen der im vorhergehenden Abschnitt genannten „Eigenschaft des Infimums in Bezug auf eine Epsilon-Umgebung“ existieren die Glieder {\displaystyle x_{n}} einer Folge {\displaystyle (x_{n})}, die mit {\displaystyle a_{n}=\inf X\leq x_{n}<(\inf X)+\epsilon _{n}=b_{n}} zwischen {\displaystyle (a_{n})} und {\displaystyle (b_{n})} eingeschlossen ist. Also konvergiert {\displaystyle (x_{n})} wie die einschließenden Folgen gegen {\displaystyle \inf X}.
Bemerkungen:
- Weder {\displaystyle (\epsilon _{n})} noch {\displaystyle (x_{n})} müssen monoton sein.

- Ist {\displaystyle X} von endlicher Mächtigkeit, so ist das Supremum ein Maximum (bzw. das Infimum ein Minimum), und fast alle {\displaystyle x_{n}} sind dem Supremum (bzw. Infimum) gleich.

## Existenz des Supremums für beschränkte Teilmengen der reellen Zahlen
Die Existenz des Supremums für eine beschränkte Teilmenge {\displaystyle M} der reellen Zahlen kann auf mehrere Arten gezeigt werden:
A. Zum einen kann man die Existenz von Supremum und Infimum für beschränkte Teilmengen der reellen Zahlen einfach als Axiom festlegen. Diese Forderung wird oft Supremumsaxiom oder Vollständigkeitsaxiom genannt.
B. Geht man von dem Axiom aus, dass jede Intervallschachtelung genau eine reelle Zahl definiert, kann zum Nachweis der Existenz des Supremums {\displaystyle \sup M} von {\displaystyle M} eine Intervallschachtelung {\displaystyle ([a_{k},\,b_{k}]),\;k\in \mathbb {N} } dienen, für die kein {\displaystyle a_{k}} obere Schranke von {\displaystyle M} ist, aber jedes {\displaystyle b_{k}} eine solche.{\displaystyle \mathbf {(i)} }
Eine solche Intervallschachtelung definiert eine Zahl {\displaystyle \sigma }, und die Folgen {\displaystyle (a_{k})} und {\displaystyle (b_{k})} konvergieren gegen {\displaystyle \sigma }. Ein beliebiges {\displaystyle b>\sigma } ist wegen {\displaystyle \lim _{k\to \infty }b_{k}=\sigma } größer als fast alle {\displaystyle b_{k}}. Da jedes {\displaystyle b_{k}} obere Schranke von {\displaystyle M} ist, ist {\displaystyle b\notin M}. Also ist {\displaystyle \sigma } eine obere Schranke von {\displaystyle M}. Zu überlegen bleibt, ob nicht auch ein {\displaystyle \sigma '<\sigma } obere Schranke von {\displaystyle M} sein kann. Wegen {\displaystyle \lim _{k\to \infty }a_{k}=\sigma } sind fast alle {\displaystyle a_{k}} größer als {\displaystyle \sigma '}. Da kein {\displaystyle a_{k}} obere Schranke von {\displaystyle M} ist, ist auch {\displaystyle \sigma '} keine solche. Also ist {\displaystyle \sigma } das behauptete Supremum von {\displaystyle M}. - Zu zeigen bleibt, dass eine Intervallschachtelung {\displaystyle ([a_{k},\,b_{k}])} existiert, die der Bedingung (i) genügt.
Hierzu sei eine Intervallfolge {\displaystyle ([a_{k},\,b_{k}])} rekursiv definiert. Für das erste Intervall sei {\displaystyle a_{1}} eine beliebige Zahl, die kleiner als ein beliebiges Element von {\displaystyle M} ist, {\displaystyle b_{1}} eine beliebige obere Schranke von {\displaystyle M}. {\displaystyle c_{k}={\frac {a_{k}+b_{k}}{2}}} ist der Mittelpunkt des {\displaystyle k}-ten Intervalls der Folge. Die Grenzen des jeweils folgenden Intervalls {\displaystyle [a_{k+1},\,b_{k+1}]} seien,
- falls {\displaystyle c_{k}} keine obere Schranke von {\displaystyle M} ist: {\displaystyle a_{k+1}=c_{k},b_{k+1}=b_{k}};
- falls {\displaystyle c_{k}} eine obere Schranke von {\displaystyle M} ist: {\displaystyle a_{k+1}=a_{k},b_{k+1}=c_{k}}.

Für eine solche Intervallfolge gilt: {\displaystyle b_{1}} ist eine obere Schranke von {\displaystyle M}, {\displaystyle a_{1}} nicht. Beim Übergang von {\displaystyle [a_{k},b_{k}]} zu {\displaystyle [a_{k+1},b_{k+1}]} ersetzt {\displaystyle c_{k}} genau dann eine Intervallgrenze, die obere Schranke von {\displaystyle M} ist, wenn {\displaystyle c_{k}} selbst obere Schranke von {\displaystyle M} ist; wenn aber {\displaystyle c_{k}} keine obere Schranke von {\displaystyle M} ist, ersetzt {\displaystyle c_{k}} eine Intervallgrenze, die auch keine solche ist. Also ist jedes {\displaystyle b_{k}}, aber kein {\displaystyle a_{k}} obere Schranke von {\displaystyle M}, und die Intervallfolge {\displaystyle ([a_{k},\,b_{k}])} erfüllt die Bedingung (i). - Zu zeigen bleibt, dass {\displaystyle ([a_{k},\,b_{k}])} eine Intervallschachtelung ist.
Behauptung: {\displaystyle (a_{k})} ist monoton steigend {\displaystyle \Leftrightarrow \forall k:a_{k+1}\geq a_{k}.\mathbf {(1)} }.
Beweis: Für {\displaystyle a_{k+1}=a_{k}} ist nichts zu beweisen. Für {\displaystyle a_{k+1}=c_{k}} folgt aus {\displaystyle b_{k}>a_{k}}: {\displaystyle a_{k+1}={\frac {a_{k}+b_{k}}{2}}>{\frac {a_{k}+a_{k}}{2}}=a_{k}}.
Behauptung: {\displaystyle (b_{k})} ist monoton fallend {\displaystyle \Leftrightarrow \forall k:b_{k+1}\leq b_{k}.\mathbf {(2)} }.
Beweis: Für {\displaystyle b_{k+1}=b_{k}} ist nichts zu beweisen. Für {\displaystyle b_{k+1}=c_{k}} folgt aus {\displaystyle a_{k}<b_{k}}: {\displaystyle b_{k+1}={\frac {a_{k}+b_{k}}{2}}<{\frac {b_{k}+b_{k}}{2}}=b_{k}}.
Behauptung: {\displaystyle (d_{k})}, {\displaystyle d_{k}=b_{k}-a_{k}} ist eine Nullfollge. {\displaystyle \mathbf {(3)} }. - Beweis:
- Falls {\displaystyle c_{k}} keine obere Schranke von {\displaystyle M} ist, ist {\displaystyle d_{k+1}=b_{k+1}-a_{k+1}=b_{k}-c_{k}={\frac {2b_{k}}{2}}-{\frac {a_{k}+b_{k}}{2}}={\frac {b_{k}-a_{k}}{2}}={\frac {d_{k}}{2}}};
- falls {\displaystyle c_{k}} eine obere Schranke von {\displaystyle M} ist, ist {\displaystyle d_{k+1}=b_{k+1}-a_{k+1}=c_{k}-a_{k}={\frac {a_{k}+b_{k}}{2}}-{\frac {2a_{k}}{2}}={\frac {b_{k}-a_{k}}{2}}={\frac {d_{k}}{2}}}.

Also können alle {\displaystyle d_{k}} auch {\displaystyle d_{k}=d_{1}\cdot \,\left({\tfrac {1}{2}}\right)^{k-1}} geschrieben werden, und {\displaystyle (d_{k})} ist wegen {\displaystyle \left|{\tfrac {1}{2}}\right|<1} eine (geometrische) Nullfolge.
Mit (1), (2) und (3) ist {\displaystyle ([a_{k},\,b_{k}])} eine Intervallschachtelung, q. e. d.
C. Eine äquivalente Formulierung zur Existenz des Supremums ist das Schnittaxiom, nachdem jeder Dedekindsche Schnitt von einer reellen Zahl erzeugt wird.

## Beispiele

### Reelle Zahlen
Folgende Beispiele beziehen sich auf Teilmengen der reellen Zahlen.
- {\displaystyle \sup\{1,2,3\}=3}
- {\displaystyle \sup\{x\in \mathbb {R} :0<x<1\}=\sup\{x\in \mathbb {R} :0\leq x\leq 1\}=1}
- {\displaystyle \sup\{x\in \mathbb {Q} :x^{2}<2\}={\sqrt {2}}\notin \mathbb {Q} }
- {\displaystyle \sup\{(-1)^{n}-{\tfrac {1}{n}}:n\in \mathbb {N} \}=1}
- {\displaystyle \sup \mathbb {Z} =+\infty }
- {\displaystyle \sup\{a\}=\inf\{a\}=\max\{a\}=\min\{a\}=a\quad \forall \,a\in \mathbb {R} }
- {\displaystyle \sup\{a+b:a\in A\land b\in B\}=\sup A+\sup B}
- {\displaystyle \sup -A=-\inf A} bzw. {\displaystyle -\sup A=\inf -A}, wobei {\displaystyle -A:=\{-x\in \mathbb {R} :x\in A\}}

### Andere halbgeordnete Mengen
Auf {\displaystyle \mathbb {R} } hat jede nicht-leere nach oben bzw. unten beschränkte Teilmenge ein Supremum bzw. Infimum.
Betrachtet man andere Mengen, auf denen Ordnungsrelationen definiert sind, so ist dies nicht zwingend:
- Die Menge {\displaystyle \mathbb {Q} } der rationalen Zahlen ist bezüglich der natürlichen Ordnung total geordnet. Die Menge {\displaystyle \{x\in \mathbb {Q} :x^{2}<2\}\subset \mathbb {Q} } ist beispielsweise durch die Zahl {\displaystyle 1{,}42\in \mathbb {Q} } nach oben beschränkt, hat aber kein Supremum in {\displaystyle \mathbb {Q} }.
- In beliebigen halbgeordneten Mengen {\displaystyle (A,\leq )} ist jedes Element sowohl untere als auch obere Schranke der leeren Menge {\displaystyle \emptyset }. Daher ist {\displaystyle \inf \emptyset } das größte Element von {\displaystyle A} und {\displaystyle \sup \emptyset } das kleinste. Größte und kleinste Elemente müssen jedoch nicht existieren: In der Menge {\displaystyle \mathbb {N} =\{1,2,3,\dotsc \}} der natürlichen Zahlen mit der üblichen Ordnung hat {\displaystyle \emptyset } kein Infimum, und es ist {\displaystyle \sup \emptyset =1}.
- In der bezüglich Inklusion partiell geordneten Menge {\displaystyle {\mathcal {X}}:=\{\{1\},\{2\},\{1,2,3\},\{1,2,4\}\}} ist die Menge {\displaystyle M:=\{\{1\},\{2\}\}\subset {\mathcal {X}}} sowohl durch das Element {\displaystyle \{1,2,3\}\in {\mathcal {X}}} als auch durch {\displaystyle \{1,2,4\}\in {\mathcal {X}}} nach oben beschränkt. Ein Supremum, also eine kleinste obere Schranke von {\displaystyle M}, existiert in {\displaystyle {\mathcal {X}}} jedoch nicht.